# بتکی
بتکی، روستایی از توابع بخش فیروزآباد شهرستان سلسله در استان لرستان ایران است.
زبان مردم این روستا لکی و مذهب آنان شیعه است.

## جمعیت
این روستا در دهستان فیروزآباد قرار دارد و بر اساس سرشماری مرکز آمار ایران در سال ۱۳۹۵، جمعیت آن ۲۸۹ نفر بوده که ۱۴۴ نفر مرد و ۱۴۵ نفر زن بوده اند. روستای بتکی دارای ۷۹ خانوار می باشد.